# Ariel Tartakower
Ariel Tartakower, także Arie Tartakower (hebr. אריה טרטקובר, ang. Aryeh Tartakower, 28 września 1897 w Brodach, zm. 20 listopada 1982 w Jerozolimie) – profesor Uniwersytetu Hebrajskiego, syjonista, założyciel Histadrut, radny Rady Miejskiej w Łodzi w latach 1938–1939.

## Życiorys
Tartakower urodził się w Brodach, był synem lokalnego działacza syjonistycznego i kupca – Natana Tartakowera. W młodości uczęszczał do szkoły podstawowej w Brodach, następnie edukował się w gimnazjum we Lwowie. W 1920 uzyskał tytuł doktora nauk prawnych na Uniwersytecie Wiedeńskim. Po studiach przeniósł się do Ziemi Izraela, gdzie współtworzył kibuc Kirjat Anavim. Wstąpił do syjonistycznej partii robotniczej Hapoel Hacair, w której został członkiem komitetu centralnego. Ze względu na zachorowanie na chorobę tropikalną został zobligowany do wyjazdu z Izraela, w związku z czym wrócił do Wiednia, gdzie uzyskał w 1922 doktorat z nauk politycznych. Jego praca doktorska dotyczyła izraelskich spółdzielni rolniczych. W 1922 przeniósł się do Polski, gdzie mieszkał w Warszawie i Łodzi. W 1922 założył Syjonistyczną Partię Pracy Histadrut w Polsce oraz był jej przewodniczącym do 1939. Był również sekretarzem generalnego Związku Gimnazjów Hebrajsko-Polskich w Polsce. Od 1931 wykładał historię i socjologię w Instytucie Nauk Judaistycznych w Warszawie oraz był prezesem Żydowskiego Centralnego Towarzystwa Emigracyjnego „JEAS”, przewodniczącym gminy żydowskiej w Łodzi, członkiem komitetu hachszary im. Bera Borochowa w Łodzi, a w latach 1938–1939 pełnił funkcję radnego Rady Miejskiej w Łodzi. W 1936 był jednym z założycieli Światowego Kongresu Żydów, a w latach 1940–1945 również jego przewodniczącym. W latach 1939–1946 mieszkał w Stanach Zjednoczonych. W 1946 dokonał aliji – przybył do Jerozolimy gdzie został kierownikiem katedry socjologii na Uniwersytecie Hebrajskim w Jerozolimie, którego został profesorem. Do 1976 roku pełnił funkcję przewodniczącego Komitetu Pomocy Falaszom, pomagając etiopskim żydom emigrować do Izraela.

## Publikacje
Zainteresowania literacko-naukowe Tartakowera skupiały się na socjologii, demografii i historii Żydów. Publikował w językach: jidysz, hebrajskim, polskim, niemieckim i angielskim. Jego artykuły ukazywały się w wielu czasopismach.
- Toldot tenuat haovdim hayehudit, t. I–III (Historia migracji żydowskiej siły roboczej, Warszawa 1929–1931);
- Żydzi w odrodzonej Polsce, działalność społeczna, gospodarcza, edukacyjna, kulturalna, t. I-II t., z dr. Ignacym Schiperem (Warszawa 1930–1932),
- Batei hasefer szel hatsibur hayehudi bepolin (Szkoły w społeczności żydowskiej w Polsce, Warszawa 1933),
- Haam hayehudi bizemanenu (Łódź 1935-1936),
- Vegn dem mehus un di oyfgabes fun a jidisher sotsyologye (O istocie i zadaniach socjologii żydowskiej, Wilno 1935),
- Dos yidishe emigratsye-problem under yidisher velt-kongres (Zagadnienie emigracji żydowskiej i Światowego Kongresu Żydów, Paryż 1936),
- Jidisze imigratsye keyn kanade (Imigracja żydowska do Kanady, Wilno 1938),
- Jidisze vanderungen (Migracje żydowskie, Warszawa 1939),
- Jidisze emigratsye un jidishe emigratsye-politik (Emigracja żydowska i żydowska polityka emigracyjna, Wilno, 1939),
- Jidisze vanderungen, In kamf far broyt un koved, yor sotsyale hilf-arbet fun jidiszn velt-kongres (Walka o chleb i szacunek, rok pracy pomocy społecznej Światowego Kongresu Żydów, Nowy Jork 1940),
- Hamakhon lemadae hayahadut bevarsha (Instytut Judaistyki w Warszawie, Nowy Jork 1945),
- Jidisze kultur in poyln tsvishn beyde velt-mlkhomes (Kultura żydowska w Polsce międzywojennej, Nowy Jork 1946),
- Der yidisher aspekt fun iberdertsyen di daytshn (Żydowski aspekt reedukacji Niemców, Nowy Jork 1948),
- The Jewish Refugee, z Kurtem R. Grossmannem (Żydowski uchodźca, Nowy Jork 1944),
- Judaism and Socialism (Judaizm i socjalizm, Nowy Jork 1945),
- Di grunt ideyen fun yidishn natsyonal-fond (Fundamentalne idee Żydowskiego Funduszu Narodowego, Nowy Jork 1952),
- Haadam hanoded, al hahagira veal haaliya beaver uveyamenu (Wędrowiec, emigracja i imigracja dawniej i dziś, Tel Awiw, 1954),
- Ha ḥevra hayehudit (Społeczeństwo żydowskie, Tel Awiw-Jerozolima, 1955),
- Ha ḥevra hayerushalmit (Społeczeństwo Jerozolimskie, Tel Awiw-Jerozolima, 1959),
- A yoyvl fun jidisher sotsyologye (Jubileusz żydowskiej socjologii, Tel Awiw 1957);
- Megilat hahityashvut (Oświadczenie o ugodzie, Tel Awiw, 1958),
- In Search of Home and Freedom (W poszukiwaniu domu i wolności, Londyn 1958),
- Hahityashvut hayehudit bagola (Osiedle żydowskie za granicą, Tel Awiw, 1959),

Był jednym z redaktorów kwartalnika Gesher (Most), wydawanego przez Światowy Kongres Żydów.